# Martin and James
Martin and James sind ein britisches Singer-Songwriter-Musikerduo, bestehend aus Martin Kelly und James O’Neill.

## Werdegang
Bereits 1999 fanden sich Kelly und O’Neill zusammen um gemeinsam Musik zu machen. Nach einer vorübergehenden Trennung, in der sich beide Musiker eigenen Projekten widmeten, beschlossen die beiden Schotten nach der Jahrtausendwende wieder gemeinsam zu musizieren.
2008 unterzeichnete das Duo einen Vertrag mit Universal Music Deutschland und zog nach Berlin. Noch im selben Jahr begannen sie gemeinsam mit den Musikern Albert Hammond, Iain Archer und Fran Healy die Arbeiten an ihrem ersten Studioaufnahmen in Hamburg, aus denen zwei EPs hervorgingen. Zugleich begleiteten Martin and James Acts wie Taylor Swift, The Fray, Razorlight, Stereophonics, Simply Red, OneRepublic, Amy Macdonald, Ellie Goulding, James Morrison, Milow, Lissie, Ingrid Michaelson und Scouting for Girls als Vorgruppe auf deren Europa-Tourneen.
Ihre erste EP Bad Dream erschien 2009, es folgte 2010 die EP Wrong Directions, die auch in den Soundtrack zum Film What a Man aufgenommen wurde. Am 18. März 2011 wurde die erste Single All Over the News veröffentlicht. 2011 folgte schließlich die Veröffentlichung des ersten Albums Martin and James (2011). Es folgte eine Tour durch Deutschland mit Jim Kroft als Support.
2012 gewannen Martin and James den Newcomer Award von drums.de.

## Diskografie

### Alben
- 2011: Martin and James
- 2013: Life’s a Show

### EPs
- 2008: Bad Dream
- 2010: Wrong Directions

### Singles
- 2011: All Over the News
- 2011: Tides
- 2013: Matilda